# Manasses (syn Pachat-Moaba)
Manasses – syn biblijnego Pachat-Moaba, wspominany w biblijnej Księdze Ezdrasza (por. Ezd 10,30 ). Żona Manassesa nie była Żydówką (por. Ezd 10,44 ).